# メッセンジャー (2009年の映画)
『メッセンジャー』（The Messenger）は、オーレン・ムーヴァーマン監督による2009年のアメリカ合衆国のドラマ映画である。
2009年のサンダンス映画祭でプレミア上映された。さらに同年のベルリン国際映画祭コンペティション部門で上映され、脚本賞とベルリン平和映画賞を受賞した。アカデミー賞では助演男優賞と脚本賞にノミネートされた。

## ストーリー
イラク戦争で戦死した兵士の家族のもとへその訃報を届ける「メッセンジャー」を描く。

## キャスト
※括弧内は日本語吹替
- ウィル・モンゴメリー軍曹：ベン・フォスター（宮本充）
- トニー・ストーン大尉：ウディ・ハレルソン（乃村健次）
- ケリー：ジェナ・マローン（筏井かなえ）
- オリビア・ピーターソン：サマンサ・モートン（佐倉ゆき）
- スティーヴ・ブシェミ
- ヤヤ・ダコスタ
- フィオナ・ドゥーリフ
- イーモン・ウォーカー
- メリット・ウェヴァー
- ピーター・フランシス・ジェームズ（英語版）

※ 日本語吹替その他
- マンモス西尾
- 板取政明
- 佐々健太
- こうち澪
- 有賀朔彦
- 椎葉マリエ
- 佐竹美緒
- 新井美好

## 製作
イスラエルの脚本家で元ジャーナリストのオーレン・ムーヴァーマンの監督デビュー作である。当初シドニー・ポラック、ロジャー・ミッシェル、ベン・アフレックらに監督交渉がされていたが全て失敗に終わり、ムーヴァーマン自身が監督することとなった。

## 評価
Rotten Tomatoesでは151件のレビューで支持率は90%となった。Metacriticでは32媒体のレビューで加重平均値は77/100となった。

### 受賞とノミネート
| 賞                                   | 部門                                             | 候補                                               | 結果       |
| ------------------------------------ | ------------------------------------------------ | -------------------------------------------------- | ---------- |
| ベルリン国際映画祭                   | 金熊賞                                           | オーレン・ムーヴァーマン                           | ノミネート |
| ベルリン国際映画祭                   | 脚本賞                                           | アレサンドロ・キャモン、オーレン・ムーヴァーマン   | 受賞       |
| ベルリン国際映画祭                   | ベルリン平和映画賞                               | 『メッセンジャー』                                 | 受賞       |
| アカデミー賞                         | 助演男優賞                                       | ウディ・ハレルソン                                 | ノミネート |
| アカデミー賞                         | 脚本賞                                           | オーレン・ムーヴァーマン、アレッサンドロ・ケイモン | ノミネート |
| ナショナル・ボード・オブ・レビュー賞 | 助演男優賞                                       | ウディ・ハレルソン                                 | 受賞       |
| ナショナル・ボード・オブ・レビュー賞 | 新人監督賞                                       | オーレン・ムーヴァーマン                           | 受賞       |
| ゴッサム・インディペンデント映画賞   | ブレイクスルー賞                                 | ベン・フォスター                                   | ノミネート |
| インディペンデント・スピリット賞     | 助演男優賞                                       | ウディ・ハレルソン                                 | 受賞       |
| インディペンデント・スピリット賞     | 助演女優賞                                       | サマンサ・モートン                                 | ノミネート |
| インディペンデント・スピリット賞     | 脚本賞                                           | オーレン・ムーヴァーマン、アレッサンドロ・ケイモン | ノミネート |
| サテライト賞                         | ドラマ映画賞                                     | 『メッセンジャー』                                 | ノミネート |
| サテライト賞                         | 助演男優賞                                       | ウディ・ハレルソン                                 | ノミネート |
| サターン賞                           | サターンアクション/アドベンチャー/スリラー映画賞 | 『メッセンジャー』                                 | ノミネート |
| 全米映画俳優組合賞                   | 助演男優賞                                       | ウディ・ハレルソン                                 | ノミネート |
| クリティクス・チョイス・アワード     | 助演男優賞                                       | ウディ・ハレルソン                                 | ノミネート |
| クリティクス・チョイス・アワード     | 助演女優賞                                       | サマンサ・モートン                                 | ノミネート |
| サンディエゴ映画批評家協会賞         | 助演女優賞                                       | サマンサ・モートン                                 | 受賞       |
| シカゴ映画批評家協会賞               | 助演男優賞                                       | ウディ・ハレルソン                                 | ノミネート |
| ゴールデングローブ賞                 | 助演男優賞                                       | ウディ・ハレルソン                                 | ノミネート |
| オンライン映画批評家協会賞           | 助演男優賞                                       | ウディ・ハレルソン                                 | ノミネート |
| ワシントンD.C.映画批評家協会賞       | 助演男優賞                                       | ウディ・ハレルソン                                 | ノミネート |
| ワシントンD.C.映画批評家協会賞       | 助演女優賞                                       | サマンサ・モートン                                 | ノミネート |